# Bandera de València
La bandera de València és l'anomenada Senyera Coronada i està formada per:
- Quatre barres vermelles sobre fons groc, de la Corona d'Aragó, simbolitzant l'antiga possessió reial de la ciutat.
- Una franja vertical blava en el costat de l'asta.
- Una corona daurada desplegada a l'interior de la franja blava.

## Història

### Origen

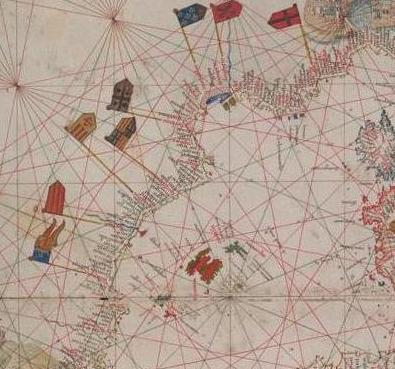
Carta portolana de Gratiosus Benincasa (1473). Senyera bipartida amb franja blava sobre la ciutat de València. Altres banderes sobre Tortosa, Barcelona i Marsella, entre altres ciutats.

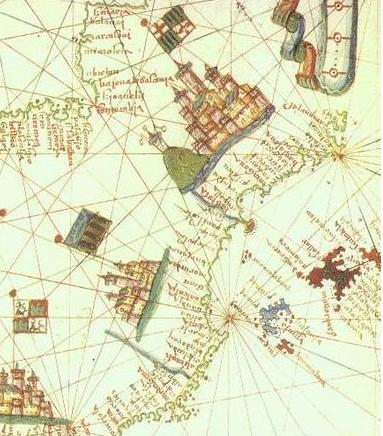
Carta portolana de Joan Martines (1578). Senyera Coronada amb franja blava sobre la ciutat de València. També apareixen la de la ciutat de Barcelona i la del rei de Castella.

Malgrat que la concessió de la Senyera del rei a la ciutat de València s'ha atribuït tradicionalment a un privilegi especial de Jaume I, no hi ha cap document que així ho explicite. València, com la resta de viles reials, tenia com ensenya els símbols del monarca perquè pertanyia a ell, és a dir, era part integrant del territori del rei com a senyor feudal. És així com, amb el progressiu procés de desenvolupament de la personalitat jurídica dels municipis arreu de la Corona durant el segle xiii, València i la resta de viles de reialenc degueren adoptar la Senyera Reial com a bandera municipal; posteriorment, amb l'enfortiment de la personalitat municipal, arribarien les particularitzacions simbòliques per gràcia reial. En qualsevol cas, les primeres referències documentals deixen clar que a principis del segle xiv la senyera del senyor rei e de la ciutat era la que seguia la milícia local quan havia de lliurar batalla. Així i tot, la tradicional variabilitat en el nombre de bastons a les representacions medievals de la Senyera ha fet que alguns autors defensen que la Senyera de València tenia en origen únicament dues barres per gràcia de Jaume I.
Entre 1356 i 1369 es va produir l'anomenada Guerra dels dos Peres, entre els reis de la Corona d'Aragó i Castella. Durant aquesta guerra la ciutat de València va ser assetjada dues vegades per l'exèrcit del rei castellà, i ambdues va resistir, per això el rei Pere el Cerimoniós va voler recompensar la ciutat amb un privilegi que afegia la corona reial a les seues armes. No s'ha trobat fins ara el document original, però en coneixem l'existència a través d'un acord del Consell de la ciutat que en 1377 va decidir canviar els segells amb l'escut antic sense corona que encara utilitzava l'administració municipal, per uns de nous amb la corona recentment atorgada: «e és cert que·l senyal per los molt alts senyors reys d'Aragó atorgat e confermat a la dita ciutat era e és lur propri senyal de bastons o barres grogues e vermelles. […] al cap subirà sia feta corona per dues raons, la primera car la dita ciutat és cap de regne majorment, e la segona car lo molt alt senyor rey, ara regnant, per son propri motiu e sa mera liberalitat, tenint-se així com fon sa mercè per molt servit de la dita ciutat senyaladament en la guerra de Castella prop passada, specialment en los setges, e pus principalment en lo segon e derrer d'aquells tenguts sobre aquella per lo dit rey de Castella, enadí la dita corona al dit senyal». Hom pot veure com el document parla en tot moment de l'escut de la ciutat, però com que a l'edat mitjana una bandera no és més que un escut o armes posades sobre tela, això ha servit a alguns autors per considerar aquest document com la prova més antiga de l'existència de la Senyera Coronada. No obstant això, no es coneix cap document del segle xiv que parle de la corona afegida a la Senyera, simplement aquest fa referència a l'escut de la ciutat, aplicat als segells i armes municipals.
El següent document conegut que en parla és novament un acord del Consell pel qual es decideix en 1449 fer-ne una nova «attenents [que] la bandera d'or e flama que la ciutat tenia fos squiurada e gastada, per tal proveïren ne fos feta una nova consemblant d'aquella, emperò ab corona». El que el document sembla indicar és que fins ara la bandera de la ciutat continuava essent la del rei, i és en aquest moment quan s'afegeix la corona. Altres autors pensen que el document es refereix a la corona metàl·lica que porta damunt el pal, tot i que precisament a partir del segle xv hi ha nombroses cartes portolanes en què apareix, dins d'una franja de tons blaus, situada al costat de les quatre barres. Així, en les cartes del segle xiv, com les de Dulcert (1339) o Cresques (1375), la ciutat de València s'identifica encara únicament amb les barres reials, sense corona ni franja. La primera carta portolana coneguda en què apareix la corona és la de Macià de Viladesters, de 1413, conservada a la Biblioteca Nacional de París. A partir d'aleshores, nombroses cartes portolanes mostren la corona dins d'una franja normalment blavosa, com les de Vallseca (1439), Roselli (1466), Benincasa (1473) o Martines (1570, 1572 i 1578). No obstant això, algunes altres representacions coetànies continuen mostrant la bandera de la ciutat de València simplement amb les quatre barres reials, com en el cas de les cartes portolanes de Reinel (1485) o Cantino (1502). Recentment, però, hi ha qui ha argumentat que la corona sobre blau que apareix en aquestes cartes seria, en realitat, una convenció gràfica per representar la corona de l'escut, però no una fidel reproducció de la senyera oficial de la ciutat.
D'altra banda, hi ha diversos documents municipals que indueixen a confirmar la presència de la corona sobre la Senyera de València, tal com apareixia representada en la majoria de cartes portolanes. Gràcies als albarans de pagament conservats entre la documentació del Racional, l'oficial reial encarregat de controlar les despeses municipals, sabem que la bandera de la ciutat que s'emprava en la processó de Sant Dionís i en la de Sant Jordi es va refer en diverses ocasions al llarg del segle xvi. En 1503 es confeccionà una bandera nova i en 1545 una altra, que va ser refeta en 1596 a causa d'un incendi produït a la Casa de la Ciutat en 1586, deu anys abans. El document de 1596, en què es descriuen els costos de les teles i els treballs per confeccionar la Senyera, és el que sembla indicar més clarament l'existència d'una corona de tela sobre una franja blava en parlar de «sis alnes un palm y mig de tafatà de mantòs blau pera la asta y corona de dita bandera […] dos terços de palms de setí carmesí y mig palm de setí vert pera la pedreria de la corona […] trenta cinch alnes dos palms de tafatà carmesí doble d'un palm d'ample». Per uns autors les voluminoses mesures de les teles aportades impedeixen que es puga argumentar que el tafetà blau siga pels petits fullatges o llambrequins que pengen de la cimera del pal, representant el mantellet blau amb creu blanca de l'escut reial, mentre que el setí carmesí i verd estaria destinat a les pedres precioses simulades –roges i verdes– que hi ha a la franja roja que separa les quatre barres de la franja blava. Altres autors, per contra, creuen que aquestes teles blaves servirien per folrar el pal i subjectar-hi la bandera, mentre que les altres teles de colors anirien recobrint la corona metàl·lica imitant la pedreria, però mai sobre una franja blava de tela.
Sembla, a més, que és també a principis d'aquest segle xvi quan es popularitzà el nom de Senyera del Rat Penat, cosa que indica que allò que es considerava més important i recognoscible de la Senyera era la cimera del pal. Sabem que en 1545 es feu per primera vegada una cimera d'argent i que en 1587 es va fer completament nova perquè aquella s'havia cremat en l'incendi de l'any anterior, ordenant que es fes lo rat penat que se acostuma a portar en lo cap de la bandera de la present ciutat. En 1596, al mateix temps que es reparava la Senyera, s'aprofità per reduir les dimensions de la cimera del rat penat, situat sobre l'elm o celada de l'escut del rei. En 1638, per al quart centenari de la conquesta, es va fer un nou pal d'argent amb la cimera, la qual segons va demostrar V. Vives Liern és segurament la mateixa que ha arribat fins a nosaltres i encara s'utilitza, ja que s'adequa a les descripcions documentals i pesa exactament el mateix.
De moment, doncs, no sabem amb certesa si la Senyera de València duia una corona sobre una franja blava des del segle xv, com assenyalen les cartes portolanes i semblen indicar els documents esmentats del segle xvi, o bé va continuar sent igual que la Senyera Reial fins al segle xix, com apunten els testimonis literaris, que mai esmenten la corona o la franja. En qualsevol cas, cal deixar clar que la Senyera de València només representa la capital del regne, mentre que la Senyera Reial només ho feia al braç reial, com es pot veure en les pintures de la Sala Nova del Palau de la Generalitat realitzades durant la dècada de 1590, tot representant els braços o estaments de les Corts forals. L'única representació coneguda que englobava al general del regne era l'emblema conjunt dels tres estaments, la Mare de Déu per l'estament eclesiàstic, sant Jordi per l'estament nobiliari i l'Àngel Custodi amb l'escut i la senyera quadribarrada del rei per l'estament reial. I no es pot considerar, com va argumentar Joan Fuster, que el braç reial represente el poble "lliure", perquè únicament representava els interessos de l'oligarquia urbana de les ciutats i viles reials valencianes. Així doncs, la Senyera de València –dugués o no corona i blau des del segle XV– representava només la ciutat, mentre que la Senyera Reial era la del rei de València i tota la Corona d'Aragó. Cap investigador o historiador ha demostrat fins ara que cap bandera representés el conjunt sencer del regne com a cos polític.

### La Senyera de València en època foral

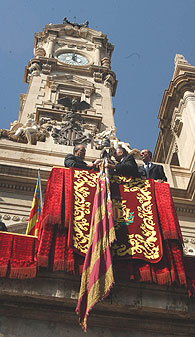
Actualment encara s'acompleix la tradició de no inclinar la Senyera. Començament Processó Cívica a l'ajuntament de València.

L'origen de l'heràldica medieval és identificar els nobles, i les banderes no són sinó la representació de les seues armes en una tela per a la seua identificació al camp de batalla. En aquest sentit, les ciutats i viles reials valencianes van adoptar en principi la bandera del seu senyor, el rei, i no les van personalitzar sinó més tard. Seguir la senyera per part d'un exèrcit feudal implica seguir el senyor que representa, en aquest cas el rei, i Jaume I va establir un fur en què s'ordena als cavallers seguir la bandera de la ciutat o del terme d'allà on residissen i tinguessen dret a ser justícia o jurat, cosa que varen confirmar els seus successors. En el cas de la ciutat de València, quan el rei o els jurats convocaven la milícia ho feien col·locant la Senyera de la ciutat a un lloc públic i visible i fent una crida per seguir-la. Aquesta la custodiava el Racional a la Casa de la Ciutat, que la lliurava al Justícia perquè la portés a la batalla. El Justícia (separat en Justícia Criminal i Justícia Civil en 1321) era un càrrec municipal foral que exercia la justícia com a delegat reial, ja que el rei era l'únic amb capacitat per impartir-la als seus territoris privatius (el reialenc) i, per tant, el Justícia era també l'encarregat de dur la Senyera Reial en representació de la persona del rei quan l'exèrcit feudal havia d'eixir de la ciutat a lliurar batalla. En aquest sentit, sabem que el Justícia va ser qui portà la Senyera Reial en representació del monarca en la primera processó de Sant Dionís del 9 d'octubre de 1338, que commemorava el primer centenari de la conquesta de València. I així ho va fer, durant tota l'època foral, a totes les processons religioses o civils on l'ensenya de la ciutat desfilava.
Existia tot un cerimonial que indicava que la Senyera de València no es podia inclinar mai, ni podia passar per sota d'una porta, per això era costum baixar-la pel balcó de la Casa de la Ciutat, o hissar-la per sobre de les portes de la muralla quan havia d'eixir fora. En 1365 el rei Pere el Cerimoniós va concedir a la ciutat de València un privilegi per crear un cos de cent ballesters amb la finalitat de protegir la Senyera a la batalla, l'anomenat popularment Centenar de la Ploma, que va estar vigent fins a 1707.
Quan la ciutat de València, com altres viles i ciutats, va particularitzar la seua Senyera amb una corona, probablement aquesta va continuar complint el mateix paper que la Senyera Reial, ja que aquesta Senyera Coronada representava a la ciutat de València, però aquesta no deixava de ser una ciutat reial, i com tal tot el que era de la ciutat era del rei. Així és com la Senyera Coronada, senyera municipal i reial alhora, va heretar totes les disposicions de l'anterior com una evolució natural, i el Justícia va continuar portant la Senyera de la ciutat, el Centenar de la Ploma rendint-li els mateixos honors, i es va continuar sense poder-la inclinar.
La primera vegada que hi ha documentada una eixida de la Senyera de València és en 1321 (no s'ha conservat documentació a l'arxiu municipal anterior a 1306), quan encara era únicament una Senyera Reial. Ho va fer per dirigir la milícia local contra el senyor de Riba-roja, i així ho va fer també en nombroses ocasions al llarg de tot el període medieval. Una eixida significativa va ser la de 1412, quan en ple Compromís de Casp el Governador del regne la va treure contra una host de castellans partidaris de Ferran d'Antequera, i després d'una lluita a prop de Morvedre el Governador va morir i els castellans es van fer amb la Senyera. En 1465 eixia de nou la senyera de València dirigint la host ciutadana, dins l'exèrcit reial, per aixafar la rebel·lió de Jaume d'Aragó, senyor d'Arenós. I una altra eixida, ben documentada per Escolano, és quan va anar contra els musulmans revoltats a la serra d'Espadà en 1526.

### Després de la Nova Planta

Senyera coronada de finals del i inicis del. Aquest exemplar, utilitzat durant les processons del Corpus, mostrava la corona a l'estil heràldic.

Després del Decret de Nova Planta de 1707, que abolí els Furs, la Senyera Coronada, com la resta de senyeres forals, va caure en desús, i sembla que va quedar oblidada a una arca en la Casa de la Ciutat. Així, per la proclamació de Lluís I com rei, en 1724, es va utilitzar en substitució de la Senyera ciutadana, emprada en les proclamacions reials des de feia segles, un nou penó blanc en el qual es va brodar la flor de Lis borbònica (actualment es pot observar al Museu d'Història de València), que es va continuar utilitzant per les posteriors proclamacions de Carles III i Carles IV al llarg del segle xviii.
En 1738 la Senyera Coronada es va recuperar per la desfilada de commemoració del cinquè centenari de la conquesta, i es va improvisar una reconstrucció de l'abolida milícia del Centenar de la Ploma.
A partir de llavors la Senyera va quedar com un element folklòric i festiu que es va continuar utilitzant sense cap oficialitat per la processó de Sant Dionís, i a partir del segle xix també en altres festes locals com la processó del Corpus, que encapçalava, o com a element històric i decoratiu en visites reials i altres desfilades.